# Beagle
A beagle (ejtsd: bígl) középtermetű kopóféle vadászkutya, az egyik legősibb vadászatra tenyésztett fajta. Megjelenésében hasonló a nála nagyobb termetű amerikai rókakopóhoz. Szaglása kifinomult, vadhajtónak tenyésztették, nyúlvadászatokra, de nyomkövetésre is alkalmazzák. Intelligens, de egyszerre mindig csak egyvalamire koncentrál. Népszerű háziállat a mérete, habitusa, és örökletes betegségektől való viszonylagos mentessége miatt.
Bár beagle-höz hasonló kutyák már legalább 2500 éve léteznek, a fajt csak az 1830-as években tenyésztették ki olyannak, mint amilyen ma is. A XVI. századtól népszerű szereplői voltak Angliában a festményeknek és a költeményeknek, manapság pedig a modern műirányzatokban hódítanak. A híres képregénykutya, Snoopy is egy beagle.

## Története és használata
A beagle-höz hasonló fajtájú kutyát már az ókori Görögországban is használtak nyúlvadászatoknál. A 11. században Hódító Vilmos vitte magával a Talbot vérebet Angliába, amelyet az angol agárral kereszteztek, hogy gyorsaságra nemesítsék. A Talbot véreb végül kihalt, hogy átadja a helyét a Southern vérebnek, mely fajta szintén kihalt, azonban számos kutyafajta, köztük a beagle őse lett.
A beagle fajtát évszázadok óta tenyésztik Angliában. A beagle a kopók egyik legősibb fajtája, melynek jelenlegi megjelenését Angliában alakították ki. Elnevezése valószínűleg méretéből adódik, a kelta, óangol beag, beagle szóból ered, melyre a legkisebb kopófajtaként rá is szolgál. Már a 3. századi krónikák is említenek olyan kutyát, melyet apróvadas vadászatra használtak. A fajta neve a 15. században bukkan fel először írott szövegben, később többek között Thomas Bewick ír 1790-ben a legkisebb kopóról, mely fáradhatatlan a vadászatban és ugatása lágy, dallamos. Közvetlen őse nagy valószínűséggel a 17. században kitenyésztett harrier /nyulászó/ kopók között keresendő. Ezen kopók számtalan különböző fajtájának összeolvadásából létrejött néhány fajta egyike lehetett a beagle közvetlen őse. Hazájában jellemzően nyúlvadászatra használták, párban vagy kisebb falkában. Az idők folyamán azonban fokozatosan megváltozott a vadászat célja, átalakult a beagle falkás vadászat, a beagling. Míg korábban az élelemszerzés, napjainkra az elsődleges cél a sport lett, a zsákmány elejtése helyett a mozgás öröme. A fajta egységes tenyésztésének kezdete 1890-re, az Angol Beagle Club megalakulására datálható. A beagling Anglián kívül az Egyesült Államokban is igen elterjedt, ahol a kedvező körülmények miatt /hatalmas, szabad területek/ a mai napig sokan űzik. A vadászat eredeti céljának megváltozásával átalakult maga a beagling is. Ott ahol lehetőség van e neves sport űzésére /Magyarországon tilos a kopózás minden formája/, ott a beagle tulajdonosok egyesületbe tömörülve területet bérelnek, ahol nyulakat tenyésztenek. A versenyeken a beagleket párokba sorsolják, és úgy engedik a nyúl nyomába, viszont nem cél, hogy a nyulat el is kapják. A bírók a kutyák munkájának pontosságát, stílusát értékelik, figyelembe véve, hogy a nyomról bármikor visszahívhatónak kell lenniük, és a kettő közül a jobb jut tovább. Nagy tömegbe együtt tartva sem marakszik a falkatársaival, s ezért kísérleti állatként az orvostudomány is szívesen használja.
Kiváló szaglása miatt Amerikában a rendvédelmi szerveknél (határőrség, rendőrség) is alkalmazzák. Az amerikai mezőgazdasági minisztérium Beagle Brigade néven külön egységet tart fenn belőlük. Szaglása elsősorban a földre koncentrálódik, mivel a nyomokat követi, a levegőben már jóval kevésbé hatékony.
II. világháború előtti időszakban még nem volt beagle Magyarországon. A Magyar Ebtörzskönyv első beagle bejegyzése egy 1971-es születésű, import kan a MET (vegyes fajta) 3904 számú kutyája. Az első beagle kiskutyák – Maverick M. – 1979-ben születettek hazánkban C törzskönyvű szülőktől.

## A beagle megjelenése
A beagle népszerűségét részben sokszínűségének köszönheti, hiszen nincs két, akár csak látszólag is, egyforma belőle. Változatosságának forrása a fehér szín egyedenkénti igen eltérő aránya. A színskála egyik végén a szinte teljesen fehér, egy-két halvány cserszínű folttal ékesített példányok, a másik végén pedig azon egyedek találhatók, melyeknek csak a farkuk vége és mancsuk fehér. A beagle standardja csak a farokvég kötelező fehérségét írja elő, melynek oka, hogy éneklő ugatásán kívül csak az izgatottan remegő farokvég árulja el a nyomon lévő beagle helyét a magas fűben, aljnövényzetben.
Alapvetően bicolor és tricolor beaglet különböztetünk meg. A tricolor vagy háromszínű beaglet, fekete háttakaró, cserszínű fej és végtagok jellemzik, fehér foltokkal a fejen, a hastájon és a farokvégen. Fontos megjegyezni, hogy nincs semmiféle előírás a három szín elkülönülésére, arányára vagy árnyalatára. Ez nem véletlen, ugyanis a színek aránya életük során folyamatosan változik, a fekete-fehéren született kölykön csak később alakulnak ki a világosabb foltok. A fekete és fehér szín mellett megjelenő harmadik szín a világossárgától a cserszínig, a téglavörösig bármilyen árnyalatot felvehet. Érdekes ugyanakkor, hogy azokat a beagleket is tricolornak nevezzük, melyeken csak egész minimális, épp csak egy foltnyi, fekete szín található.
A bicolor vagy kétszínű beagleken a fehér mellett csak a cserszín van jelen. Sokan nevezik fehér-aranynak is e színtípust, hiszen a cser-, sárgaszín árnyalata emlékeztet a golden retriever színére. A bicolor egyedeknél is igaz, hogy a sárga szín árnyalatára, élénkségére és elhelyezkedésére semmilyen előírás sincs, kivétel, hogy a farokvégnek mindenképpen fehérnek kell lennie. Születésükkor a bicolor beaglek teljesen fehérek, a sárgásbarna foltok csak később alakulnak ki.
A beagle standard szerinti megengedett magassága 33 cm (13 inch) és 41 cm (16 inch) között van. Jellemző súlya, mely erősen függ a magasságától és a nemétől is 10–18 kg között van. Várható élettartam: 12-14 év, de ismernek 18 éves beagle matuzsálemet is.

## A beagle tartása
A beagle intelligens, jó idegzetű eb, melyet végtelen türelem és a gyerekek rigolyái iránti megértés jellemez. Legendásan szelíd fajta. Kiváló tulajdonságai az évszázados tudatos tenyésztő munka eredménye. Korábban a kennelekben nagyszámú kutya élt együtt, így kiemelt szempont volt az agresszivitástól teljesen mentes és a falkarangsor iránt érzéketlen egyedek tovább tenyésztése. Sokoldalú jó tulajdonságainak hála (jó orrú, kiváló tájékozódó képességű, nyugodt, kiegyensúlyozott és kitartó), a legkülönbözőbb tartási igényeket is kielégítheti. Fontos azonban megjegyezni, hogy későn érő fajta, ezért ne bánjunk vele soha igazságtalanul, és sohase bántsuk.
Gyorsan és könnyen tanul, feltéve, hogy pozitív megerősítést kap. Ez alatt azt kell érteni, hogy a túlzott fegyelmezés, a következetlenség a beagle-ből konokságot, makacsságot vált ki. Sok gazda, pláne az „újkutyás” gazdák panaszkodnak arra, hogy kutyájuk nevelhetetlen, a fejükre nőtt. A probléma minden esetben a gazdában, illetve környezetében keresendő. A következetlenség (a gazda leszidja, a gyerekei megszeretgetik), a kutya folyamatos büntetése (a legkisebb „vétségért” is verést kap) felébreszti a beagle konok énjét, melynek nagy hasznát veszi a vad követésénél, de kellemetlen lehet családi környezetben. Bár ezt a gazdák nem szívesen látják be, de ilyenkor nem a kutya a hibás. A nevelése során viszont a pozitív megerősítések segítségével szinte bármire megtanítható, egy dolgot kivéve: a beagle soha nem lesz házőrző. Jelzi az idegent, majd alaptermészetéből fakadó kedvességétől hajtva farkcsóválva szaglássza és ugrálja körbe. Intelligens kutyafajta, de mivel a hosszú üldözésekre és követésekre tenyésztették, hajlamos csak egyetlen dologra koncentrálni, így nehezebben tanítható. A jutalomfalatokkal való tanítás és a kiképzés egész addig működik, míg azt viszonylag könnyen meg nem unja vagy valami el nem tereli a figyelmét. Szeparációs szorongásra hajlamos, mert egyébként falkában tartják, ez nyilvánulhat meg abban, hogy ha sokáig magára hagyják, elkezdi szétrombolni a lakást.
Méretének, jellemének, illetve a betegségekkel szembeni nagy fokú ellenálló képességének köszönhetően akár lakótelepi lakásban is könnyen tartható. Rövid, erős szőre könnyen tisztán tartható, fejének bájos külsőt kölcsönző füle pont akkora, hogy még ne húzza a földön, és ne lógjon bele az ételébe. Termetének köszönhetően akár a gyerekek is sétáltathatják és élelmezése is megoldható anélkül, hogy a családi költségvetés belerokkanna. Egy dolgot azonban tudomásul kell venni: a beagle nem öleb, hanem igazi sportkutya, igazi kopó. Nem kell félteni, hogy a gyerekek túlzott szeretetükben agyon nyomják, ugyanakkor igényli a mozgást a „vadászatot”. Nagyon sok gazda elköveti azt a hibát, hogy engedve könyörgő tekintetének és feneketlen bendőjének, megeteti, ahányszor csak „hozza a tányérját”, miközben a megfelelő mozgásról már nem tud gondoskodni. Ezek az egyébként igen elegáns kutyák az évek során fokozatosan elhíznak és sétáltatásukkor igen lehangoló látványt nyújtanak.

## Magyarországi beagle-tartók szervezetei
- MEOE Kopó Klub: A Magyar Ebtenyésztők Országos Egyesületének fajtaklubja, mely ily módon jellemzően a tenyésztői érdekeket képviseli.
- Szegedi Beagle Club: A Szeged környéki beagle-tartókat fogja össze, szervez számukra közös és nyilvános programokat. Klubnapjuk minden hónap első szombatján van.
- Mecseki Beagle Klub]: A Pécs környéki beagle-tartókat fogja össze, szervez számukra közös és nyilvános programokat. Klubnapjuk minden hónap második szombatján van.
- Sárvári Beagle és Kutya Klub: A Sárvár környéki beagle és kutya tartókat fogja össze, szervez számukra közös és nyilvános programokat.
- Pelso Beagle Club Keszthely: A Keszthely környéki beagle-tartókat fogja össze, szervez számukra közös és nyilvános programokat.
- Tatai Beagle Club: A Tata környéki beagle-tartókat fogja össze, szervez számukra közös és nyilvános programokat, nyári tábort.
- Balatoni Beagle Club: A Balaton környéki beagle-tartókat fogja össze, szervez számukra közös és nyilvános programokat, de sokan távolabbról, pl. Székesfehérvárról csatlakoztak a klubhoz. Volt már találkozójuk Keszthelyen és Balatonfüreden is.

## Híres beagle-k
- Lyndon B. Johnson amerikai elnöknek három beagle kutyája volt: Him, Her és Edgar.
- A rajzfilm-figura Snoopy is beagle.
- További híres rajzfilmhős beagle-ek: Odie (Garfield örök ellenfele), Underdog, és a Kacsamesék Beagle Boys figurái.[1]
- A Star Trek: Enterprise filmben Jonathan Archer kapitányt alakító Scott Bakula beagleje a filmben is többször megjelenik.
- I. Erzsébet angol királynő beagle-kkel vadászott
- A Wallace és Gromit című angol gyurmafilmek Gromit nevű szereplője.
- A Kutyák és macskák 1. és 2. részében Lou